# Salvadora hexalepis
Espèce
Synonymes
- Phimothyra hexalepis Cope, 1867
- Salvadora grahamiae virgultea Bogert, 1936
- Salvadora deserticola Schmidt, 1940
- Salvadora hexalepis klauberi Bogert, 1945

Statut de conservation UICN

 LC  : Préoccupation mineure
Salvadora hexalepis  est une espèce de serpents de la famille des Colubridae.

## Répartition
Cette espèce se rencontre :
- au Mexique dans la péninsule de Basse-Californie, dans le Chihuahua, dans le Sonora et dans le Sinaloa ;
- aux États-Unis dans le sud de la Californie, dans le Nevada, dans l'Arizona, dans le sud du Nouveau-Mexique et dans le sud-ouest du Texas.

## Liste des sous-espèces
Selon The Reptile Database (11 août 2013) :
- Salvadora hexalepis deserticola Schmidt, 1940
- Salvadora hexalepis hexalepis (Cope, 1867)
- Salvadora hexalepis mojavensis Bogert, 1945
- Salvadora hexalepis virgultea Bogert, 1936

## Publications originales
- Cope, 1867 "1866" : On the Reptilia and Batrachia of the Sonoran Province of the Nearctic region. Proceedings of the Academy of Natural Sciences of Philadelphia, vol. 18, p. 300-314 (texte intégral).
- Bogert, 1936 "1935" : Salvadora grahamiae virgultea, a new subspecies of the patch-nosed snake. Bulletin of the Southern California Academy of Science, vol. 34, no 1, p. 88-94 (texte intégral).
- Bogert, 1945 : Two additional races of the patch-nosed snake, Salvadora hexalepis. American Museum Novitates, no 1285, p. 1-14 (texte intégral).
- Schmidt, 1940 : Notes on Texan snakes of the genus Salvadora. Publication. Field Museum of Natural History, vol. 24, no 12, p. 143-150 (texte intégral).